# Безпосередньо Каха
«Безпосередньо Каха» — російський комедійний фільм режисера Віктора Шамірова, заснований на однойменному веб-серіалі. Головні ролі виконали Артем Каракозян та Артем Калайджян. Прем'єра фільму була запланована на 1 квітня 2020 року, проте через пандемії COVID-19 вона була перенесена на невизначений термін. Прем'єра відбулася 12 листопада 2020 року у всіх працюючих і відкритих кінотеатрах Росії, Казахстану та Білорусі Білорусії. У перший уїк-енд картина очолила російський прокат . Критиками фільм було прийнято переважно негативно.

## Сюжет
Під час гонки Каха перевищує швидкість і розбиває машину свого найкращого друга Серго, проте той прощає його. Коли друзі повертаються додому, дідусь Серго бачить розбиту онукову машину, сердиться на нього і відмовляється дати грошей на побачення з дівчиною.
Серго не бачить інших варіантів, як вирвати у свого діда його золотий зуб, що він і робить. Хлопець здає зуб у ломбард, і на виручені гроші організовує побачення зі своєю сліпою дівчиною Міленою. Пізніше Серго їде з Кахою на перегони, але оскільки машина Серго розбита, вони пересідають на копійку Кахи. Після приїзду хлопці розмовляють про дівчат легкої поведінки, але їх перериває поява спорткара, за кермом якого сидить дівчина Софа. Каха закохується в неї і вирішує влаштувати заїзд віч-на-віч з Русланом за право зустрічатися з Софою. По дорозі додому Серго і Каха розуміють, що потрапили в колотнечу, адже Каха їздить на «Копійці», а його конкурент на гоночній BMW. Щоб з'явився хоча б мізерний шанс на перемогу, Касі потрібно двісті тисяч карбованців на тюнінг. Друзі роблять кілька невдалих спроб дістати необхідну суму, і зрештою звертаються за допомогою до своєї подруги Музики, яка радить пограбувати комерсанта.
Серго вирішує покататися з Міленою на машині, але Каха відмовляється віддати свою. Тому Серго змушений катати свою кохану на битій машині, благо подруга сліпа і її можна обдурити. Увечері того ж дня Серго, Каха та Музика вирушають на пограбування. Поки вони перебираються через паркан багатія, Серго бачить у саду кущі з інжиром і з'їдає кілька плодів. Банда проникає до будинку через підвал, як раптом Серго стає погано, і він вирішує піти на пошуки туалету. Відчинивши двері, він бачить кількох людей у вітальні. З'ясовується, що господар будинку помер, а помешкання забите гостями, які прийшли на поминки. Друзі вирішують прикинутися запрошеними артистами, проте Серго тікає и их план зривається.
У будинку відбувається коротке замикання, гасне світло, і герої втікають. З будинку вони змогли вкрасти всякий мотлох, коробку з фалоімітаторами і DVD-диск. На ранок Серго вирішує подивитися диск, думаючи, що там порнографія, але виявляється, що на диску записаний одностатевий секс головного поліцейського міста і господаря будинку. Герої шантажують поліцейського і змінюють у нього диск на двісті тисяч рублів, що шукаються. Далі справа за малим — оплатити тюнінг. Автомеханіки обіцяють покращити машину вранці наступного дня. На жаль для Серго, з'ясовується, що Мілені можна зробити операцію, яка дозволить їй бачити, однак у матері дівчини не вистачає саме двохсот тисяч. Відмовившись дати Серго марні для заїзду гроші, Каха пропиває їх з натовпом пройдисвітів. Наступного ранку розчарований Серго йде до коханої, так і не набравши потрібну суму. Раптом виявляється, що хтось гроші все ж таки приніс. Серго думає, що то Каха, і кидається йому на допомогу, і той вирішує підіграти.
Герої приїжджають на перегони. Переможець отримує все, що програв — громадське осуд і окроплення автомобіля мочою. Програвши в заїзді, герої дізнаються, що Руслан — син поліцейського. Руслан б'є Софу, зав'язується бійка, Руслан втікає, Каха та Серго вирушають у погоню. Друзі ніяк не можуть наздогнати BMW, проте рано чи пізно машина Кахі переключається на третю передачу і обганяє машину Руслана. Каха починає зустрічатися з Софою і займається з нею сексом. Залишається вирішити питання з Міленою, але після того, як їй повернули зір, вона дізнається, що Серго у всьому її обманював. Тим не менш, оточуючі доводять, що все свавілля на кшталт фейкових виступів, пограбувань, виривання зубів робилося з добрих спонукань. На фінальному застілля Оператор розкриває, що це він приніс гроші, вигравши їх у караоке. Проте, Каха та Серго виганяють його, ніж фільм і закінчується.

## У ролях
- Артем Карокозян — Каха
- Артем Калайджян — Серго
- Марина Калецька — Мілена
- Людмила Артем'єва — мама Мілени
- Мікаел Погосян — дідусь Серго
- Нана Муштакова — Софа
- Мілена Цвохреба-Агранович — мама Кахи
- Тамара Турава — Музика
- Вартан Данієлян — Єреван
- Артур Оганесян — Руслан
- Юлія Гревцова — Таранка
- Данило Іванов — Оператор, Пушкін

## Знімальна група
- Продюсери — Олексій Троцюк, Віталій Шляппо, Едуард Ілоян і Деніс Жалінський
- Автор сценарію — Артем Калайджян за участю Артема Каракозяна і Віктора Шамірова
- Режисер-постановник — Віктор Шаміров
- Оператор-постановник — Семен Яковлєв
- Композитор — Рамазан Калакуток

## Відгуки та оцінки
Фільм отримав переважно негативні відгуки в російській пресі.
У рецензіях у виданнях Фільм.ру та «Кіноафіша» його оцінили як суперечливий, відзначивши як переваги, так і недоліки. Так, на думку автора Film.ru Юхима Гугніна, це кіно «сексистське, гомофобне, нерозумне», але при цьому «мабуть, один із найцікавіших фільмів про світовідчуття російської провінції». Автор видання «Канобу» загалом похвалила фільм, відзначивши в ньому «незаїжджені жарти» і що «сюжет тут цілком стерпний, цілісний і переконливий» . У газеті «Праця» фільм розгромили, назвавши «тупим безглуздим житом».
Блогер BadComedian вкрай негативно відгукнувся про фільм, відзначивши жахливу якість гумору. На його думку, фільм «просуває деградацію і заробляє на ній». . Цей огляд мав великий резонанс, а режисер Віктор Шаміров та актор Данил Іванов записали відеовідповідь.. Пізніше в інтерв'ю «Медузі» режисер заявив, що BadComedian «продукує ненависть у світі».
Фільм вийшов у лідери російського прокату в перший вікенд і став найкасовішим успішним фільмом у період Пандемія COVID-19|пандемії COVID-19].

## Продовження
Сіквел фільму, який отримав назву «Безпосередньо Каха. Інший фільм», вийшов у російський прокат 25 травня 2023 року. Шамиров и все исполнители главных ролей из оригинала вернулись к своим должностям.